# Keukegen
Keukegen (毛羽毛現,  « apparence de cheveux duveteux ») est une créature imaginaire illustrée par Toriyama Sekien dans son album Konjaku hyakki shūi. Il ressemble à un petit chien entièrement recouverts de longs poils. Son nom est un jeu de mots : lorsqu'il est écrit avec des kanji différents, 希有怪訝, keukegen signifie « une chose inhabituelle qui est rarement vue ».

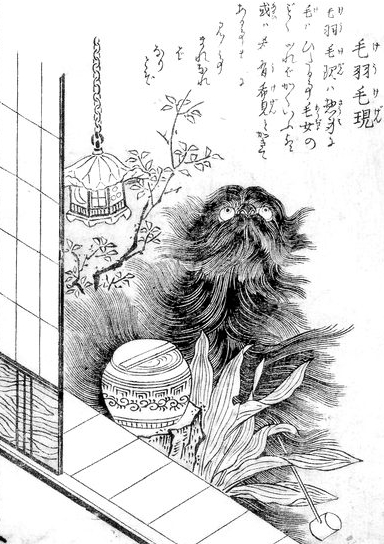
Le keukegen tel que représenté par Toriyama Sekien.

Selon un compte-rendu, le keukegen est un esprit de la maladie qui vit dans les endroits sombres, humides et pousse les gens de la maison à tomber malades.

## Source de la traduction
- (en) Cet article est partiellement ou en totalité issu de l’article de Wikipédia en anglais intitulé « Keukegen » (voir la liste des auteurs).